# Hollywood Palladium
Hollywood Palladium est une salle de spectacle située  6215 Sunset Boulevard à Hollywood en Californie.
Elle a été construite en style Art déco et offre une surface de 1 040 m2, et peut accueillir plus de 4 000 personnes.
Inaugurée en 1940, la salle a été inscrite sur le Registre national des lieux historiques en 2016.
C'est dans cette salle qu'avait lieu initialement la cérémonie des Grammy Awards.

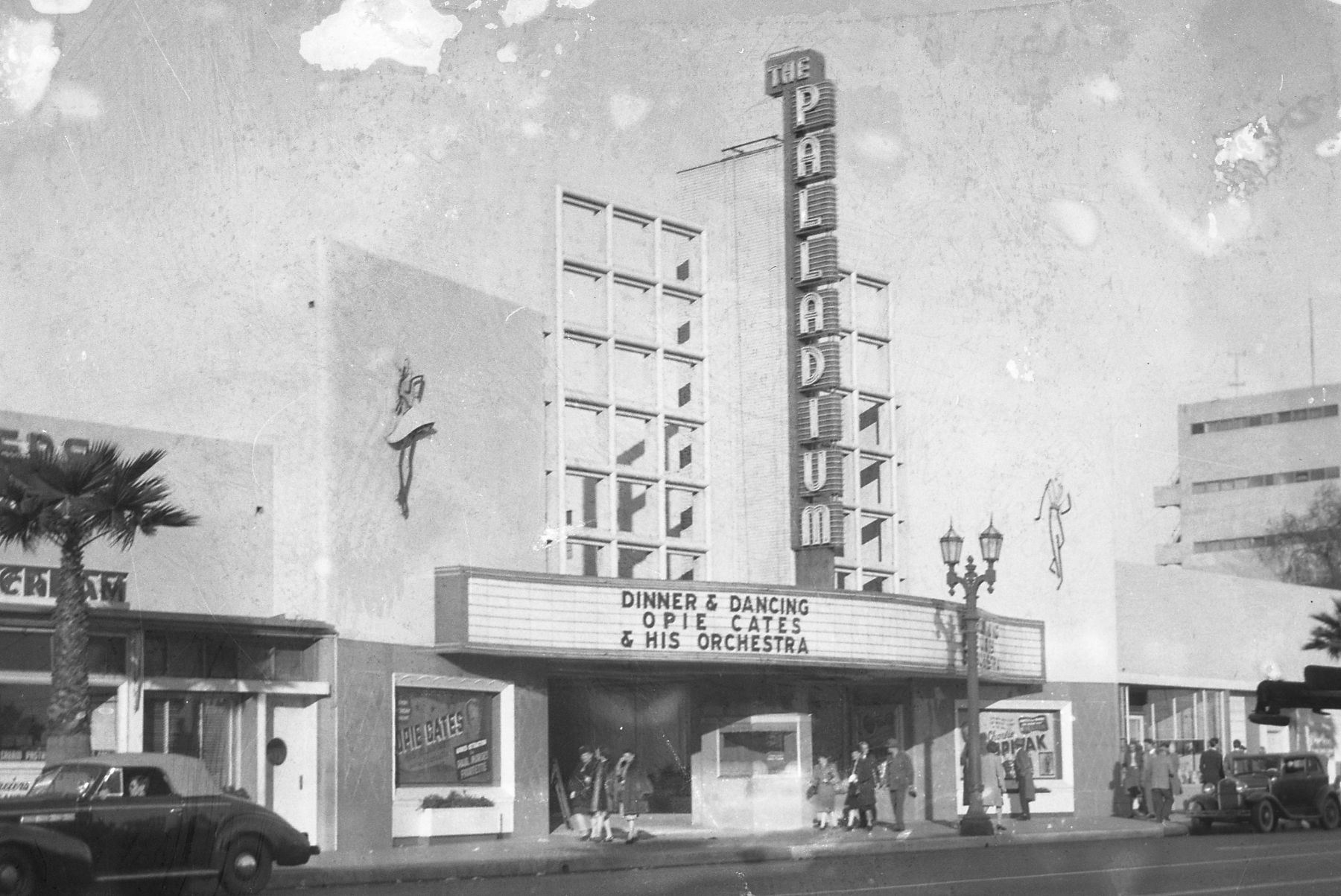
La salle en 1947
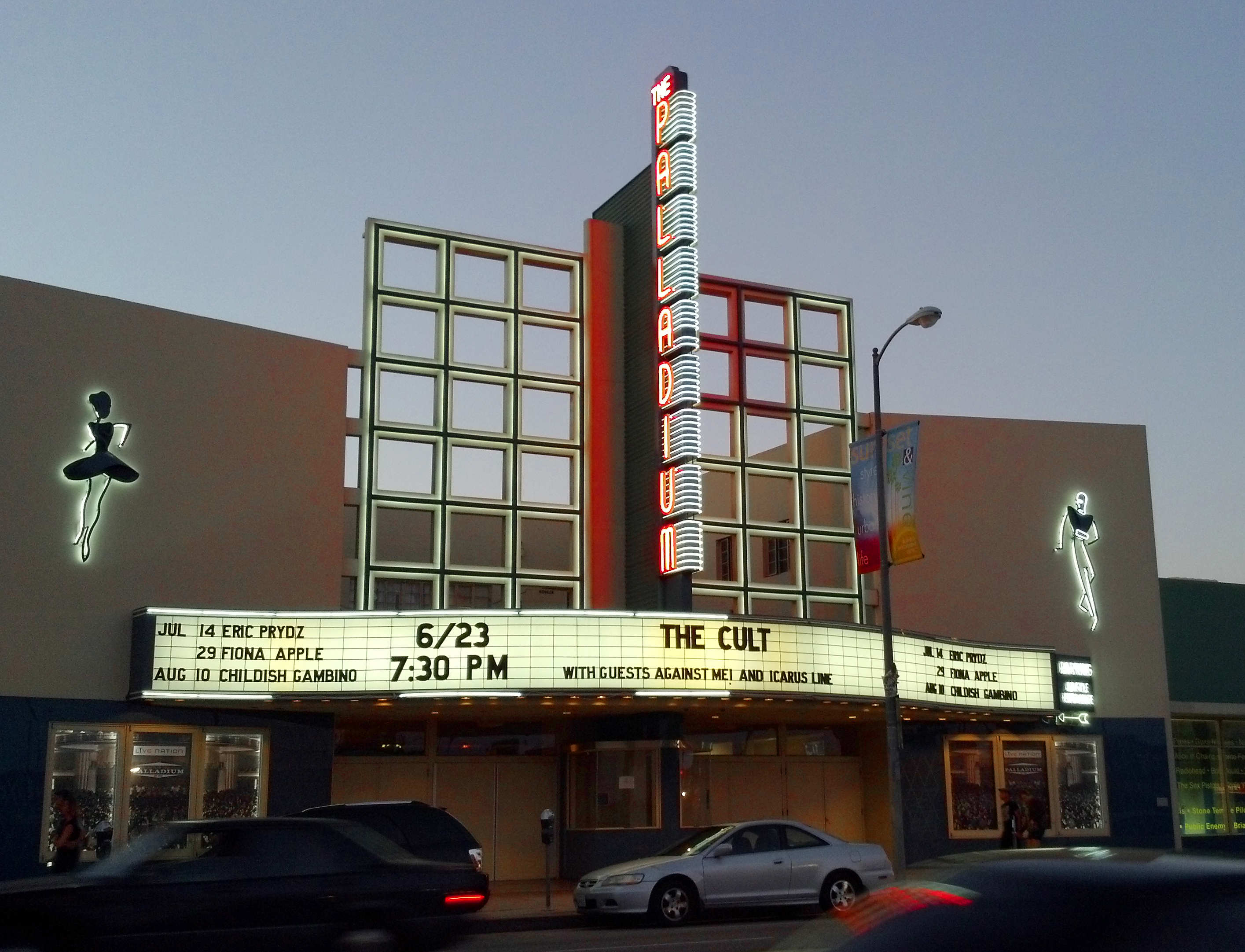
La salle en 2012 après sa rénovation